# Umaria (distrikt)
Umaria District är ett distrikt i Indien.   Det ligger i delstaten Madhya Pradesh, i den centrala delen av landet, 700 km sydost om huvudstaden New Delhi. Antalet invånare är 644 758.
Följande samhällen finns i Umaria District:
- Umariā
- Pāli
- Chandia